# تشارلز ووكر (سياسي)
تشارلز ووكر (بالإنجليزية: Charles Walker)‏ هو سياسي أمريكي، ولد في 8 نوفمبر 1947. حزبياً، نشط في الحزب الديمقراطي.